# Divara - Wasser und Blut
 Divara - Wasser und Blut (Divara, Acqua e Sangue) è un'opera di Azio Corghi su libretto dello stesso compositore, scritto in tedesco, tratto dal dramma In Nomine Dei di José Saramago, che narra le vicende dell'olandese Divara van Haarlem, la "Regina degli Anabattisti",  e della rivolta di Münster del 1534-1535.
L'opera venne rappresentata la prima volta al teatro di Münster, il 31 ottobre 1993.
L'opera era stata originariamente   pensata per essere rappresentata in italiano, col titolo Divara - acqua e sangue, come la precedente collaborazione di Corghi con lo scrittore Saramago, Blimunda, basata sul romanzo del 1994 Baltasar e Blimunda (titolo originale Memorie del convento).

## Registrazioni
- Divara - Wasser und Blut Münster Symphony Orchestra, Münster City Theater Chorus Musikverein Chorus, direttore: Will Humburg, 1993 Naxos Records